# Tadas Ivanauskas
Tadas Ivanauskas, właśc.  Tadeusz Iwanowski herbu Rogala (ur. 16 grudnia 1882 w Lebiodce koło Lidy, zm. 1 czerwca 1970 w Kownie, zmienił nazwisko na brzmiące po litewsku) – litewski naukowiec, profesor biologii i zoologii Uniwersytetu Kowieńskiego, założyciel kowieńskiego zoo.
Był synem Leonarda, inżyniera i prezesa Komitetu Technicznego przy Ministerstwie Skarbu w Petersburgu, i Jadwigi baronówny von Reichel, córki Alzatczyka, oficera armii pruskiej i polskiej szlachcianki z domu Chrzanowskiej.
Wykładał w katedrze biologii i zoologii Uniwersytetu Kowieńskiego od 1922 do 1940 roku. W 1929 roku stanął na czele tamtejszego Instytutu Zoologicznego. W 1940 roku przeniósł się na Uniwersytet Wileński, na którym pracował do czerwca 1956 roku. 
W 1929 roku doprowadził do otwarcia pierwszej w Europie stacji badawczej ptaków na przylądku Ventė. W 1918 roku współtworzył kowieńskie Muzeum Zoologiczne, pięć lat później Kowieński Ogród Botaniczny. Uwieńczeniem jego dzieła było otwarcie w 1938 roku pierwszego na Litwie zoo. 
Od 1954 do 1970 roku prowadził zajęcia w powstałym w miejsce zlikwidowanego Uniwersytetu Kowieńskim Instytucie Medycznym. 
Miał syna, Jerzego Iwanowskiego. Braćmi Ivanauskasa byli: polski polityk Jerzy Iwanowski, białoruski polityk Wacłau Iwanouski oraz wileński adwokat Stanisław Iwanowski.
W 2017 r. Aliaksej Rakovič nakręcił dokumentalny film Broliai (Bracia) o trzech braciach Iwanowskich.